# Polnische Badminton-Mannschaftsmeisterschaft 1993
Die Polnische Badminton-Mannschaftsmeisterschaft der Saison 1992/1993 gewann das Team von Polonez Warszawa. Es war die 20. Austragung der Titelkämpfe.

## Endstand
| Platz | Mannschaft               |
| ----- | ------------------------ |
| 1.    | Polonez Warszawa         |
| 2.    | Technik Głubczyce        |
| 3.    | Zelmer Rzeszów           |
| 4.    | Stal Płock               |
| 5.    | SKB Litpol-Malow Suwałki |
| 6.    | Piast Słupsk             |
| 7.    | Wilga Garwolin           |
| 8.    | AZS UW Warszawa          |
| 9.    | Motus Koszalin           |
| 10.   | AZS AGH Kraków           |
| 11.   | Warmia Olsztyn           |
| 12.   | Warta Gorzów Wlkp.       |